# José Luis Ábalos Meco
José Luis Ábalos Meco (Torrent, 9 december 1959) is een Spaans politicus van de socialistische partij PSOE. Sinds 2020 is hij minister van vervoer, mobiliteit en stedelijke agenda in de tweede regering Sánchez tijdens de veertiende legislatuurperiode. Daarvoor had hij tussen 2018 en 2020, tijdens de twaalfde en de dertiende legislatuur feitelijk dezelfde competenties als minister van ontwikkeling in de regering-Sánchez I. 
Voor zijn ministerschap zat Ábalos in het Congres van Afgevaardigden tussen 2009 en 2018, en formeel is hij ook congreslid sinds 2020. Verder was hij tussen 2012 en 2017 secretaris-generaal van de afdeling van de socialistische partij in de autonome gemeenschap Valencia, en sindsdien algemeen secretaris van de partij op nationaal niveau. 
- Biblioteca Nacional de España: XX844206
- International Standard Name Identifier: 0000 0000 6639 0583
- Library of Congress Control Number: n2001087615
- Nederlandse Thesaurus van Auteursnamen: 229908292
- Système universitaire de documentation: 135691850
- Virtual International Authority File: 36265423